# كأس لوكسمبورغ 1922–23
كأس لوكسمبورغ 1922–23 هو الموسم 2 من كأس لوكسمبورغ. أقيم بتاريخ 3 سبتمبر 1922، وأشرف على تنظيمه اتحاد لوكسمبورغ لكرة القدم، وفاز فيه نادي فولا إيش.